# كتائب شهداء الأقصى
كتائب شهداء الأقصى مجموعات عسكرية فلسطينية تابعة لحركة فتح، تشكلت على شكل مجموعة عسكرية صغيرة على يد رائد الكرمي، وكان هدفها الثأر من الاحتلال الإسرائيلي على ما يحصل في المسجد الأقصى، بالإضافة للثأر لدم السياسي ثابت ثابت أمين سر حركة فتح في طولكرم والذي يعد واضع الإطار العام لها قبل اغتياله بوقتٍ قصير، وقد كان الفصيل العسكري المُسمى كتائب الشهيد الدكتور ثابت ثابت النواة الأولى لكتائب شهداء الأقصى.
على الرغم من عدم كونها مجموعات إسلامية سياسية وعلى الرغم من تخليها عن العمل المسلح سابقًا، لاتزال مدرجة منذ العام 2005م في قائمة المنظمات التي تعتبرها كل من إسرائيل والولايات المتحدة  وكندا، والاتحاد الأوروبي، ونيوزيلندا، واليابان إرهابية.
نفذت كتائب شهداء الأقصى هجمات مسلحة مختلفة على أهداف عسكرية ومدنية إسرائيلية منذ عام 2000م. هم يشاركون الآن في صد حرب الإبادة الإسرائيلية على قطاع غزة إلى جانب كتائب القسام والفصائل الفلسطينية الأخرى.

## التاريخ

### النشأة

رائد الكرمي، قائد كتائب شهداء الأقصى، ومن مؤسسيها.

انطلقت حركة فتح في عام 1965م بتاريخ 1 يناير وكان اسم جناحها العسكري قوات العاصفة ومن هنا بدأت الثورة الفلسطينية المعاصرة على يد ياسر عرفات وبعض القيادات في الحركة من سياسيين وعسكريين.
تشكلت كتائب شهداء الأقصى على شكل مجموعة عسكرية صغيرة تابعة لحركة فتح على يد رائد الكرمي، وكان هدفها الثأر من الاحتلال الإسرائيلي على ما يحصل في المسجد الأقصى، بالإضافة للثأر لدم السياسي ثابت ثابت أمين سر حركة فتح في طولكرم والذي يعد واضع الإطار العام لها قبل اغتياله بوقتٍ قصير، وقد كان الفصيل العسكري المُسمى كتائب الشهيد الدكتور ثابت ثابت النواة الأولى لكتائب شهداء الأقصى.

### الانتفاضة الأولى
في الانتفاضة الأولى تغير اسم قوات العاصفة لــ الفهد الأسود وهي مجموعات عسكرية ومليشيات مسلحة كانت بدايتها في قباطية في جنين بأمر من خليل الوزير «أبو جهاد» وبتنفيذ من أحمد عوض كميل.
وكانت نهايتها مع توقيع اتفاقية أوسلو عام 1993م.

### عودة العمل العسكري
بعد توقيع اتفاقية أوسلو انتهى عمل فصائل المقاومة الفلسطينية وتأسست السلطة الوطنية الفلسطينية وأجهزتها الأمنية، ومع اشتعال الانتفاضة الفلسطينية الثانية عادت الفصائل بالتسليح واعادة حركة فتح عملها العسكري بتأسيس كتائب شهداء الأقصى بأمر من ياسر عرفات وبتنفيذ من مروان البرغوثي وثابت ثابت وكانت بدايتها في طولكرم على يد رائد الكرمي بتأسيس أول مجموعات وهي كتائب الشهيد الدكتور ثابت ثابت التابعة للكتائب واستمرت في الضفة الغربية وقطاع غزة حتى عام 2005م.

### الانقسام وتسليم السلاح
بعد اغتيال ياسر عرفات استلم الحكم من بعده محمود عباس والذي أمر بعمل الانتخابات التشريعية الفلسطينية عام 2006م في قطاع غزة وفازت حركة حماس بستة وسبعين مقعداً وأصبحت هناك مشاكل بين حركة فتح وحركة حماس من بعد الانتخابات وأصبح الانقسام من عام 2007م حتى الآن والانقسام وهو انقسام الحكومات واحدة في قطاع غزة وواحدة في الضفة الغربية ، تحكم في قطاع غزة حركة حماس أما في الضفة الغربية حركة فتح ، ومن هذا الانقسام أصبح عمل كتائب شهداء الأقصى في قطاع غزة صعباً جداً، أما في الضفة الغربية أمر محمود عباس بتسليم السلاح لــ الأمن الوقائي الفلسطيني، مقابل أن تعفو عنهم إسرائيل، لتقوم السلطة الفلسطينية في الضفة الغربية بإنهاء العمل المسلح لكافة الفصائل الفلسطينية، مع بقاء قطاع غزة الجزء الوحيد من الأراضي الفلسطينية الذي يحتفظ بالمقاومة المسلحة. وهكذا أعلن القيادي زكريا الزبيدي وقف الهجمات على إسرائيل، عقب قرار إسرائيلي بالعفو عن 189 مطلوبًا من حركة فتح، وقد لاقى ذلك جدلًا في البداية.
وجاءت عمليات وقف ملاحقة الجيش الإسرائيلي لعناصر تنتمي لكتائب الأقصى بهدف دعم رئيس السلطة وقائد حركة فتح محمود عباس في مواجهة حركة حماس التي تسيطر على قطاع غزة في ذلك الوقت. واشترطت إسرائيل لوقف ملاحقة المطلوبين من كتائب الأقصى «الالتزام ثلاثة أشهر بعدم ممارسة أي نشاط علني أو سري وعدم الخروج من مناطق في الضفة الغربية التي يفترض أن تكون خاضعة لسيطرة السلطة الفلسطينية أمنيًا وإداريًا. و اشترطت أيضًا "عدم حمل السلاح أثناء ذلك لأي سبب كان لحين تسلم "إسرائيل" السلطة قائمة جديدة تشمل المطاردين الذين تقرر العفو عنهم نهائيًا».

### عودة العمل العسكري في الضفة الغربية
في عام 2021م وبعد ستة عشر عاماً من تسليم السلاح في الضفة الغربية أعادت كتائب شهداء الأقصى التسليح من جديد بعد اشتعال معركة سيف القدس والمشاكل في حي الشيخ جراح.

## القادة والأعضاء[بحاجة لمصدر]

### قادة
- ياسر عرفات (الزعيم الروحي).
- رائد الكرمي ⚔ (القائد العسكري العام).
- مروان البرغوثي (المُشرف العام والمسؤول المالي).
- ثابت ثابت ⚔ (المُنسق العام).
- عاطف العبيات التعمري (قيادي).

### أعضاء
- نايف أبو شرخ ⚔
- فادي قفيشة ⚔
- ياسر البدوي  ⚔
- زكريا الزبيدي (أسير).
- ناصر عويص (أسير)
- ماجد إسماعيل المصري (أسير)
- حكم أبو عيشة  ⚔
- خالد خديش (أسير)
- محمود الطيطي  ⚔
- حمودة اشتيوي ⚔
- عبدالله داود  ⚔
- جمال الطيراوي
- صخر حبش  ⚔
- هاني حشاش  ⚔
- تيسير نصر الله
- أحمد سناقرة  ⚔
- هيثم أبو النجا  ⚔
- جمال عبد الرازق  ⚔
- جهاد العمارين  ⚔
- إبراهيم النابلسي  ⚔

### المتحدث الرسمي
أبو محمدأبو محمد]] هي كنية المتحدث الرسمي العسكري لكتائب شهداء الأقصى - لواء نضال العامودي الجناح العسكري لحركة فتح.